# 劳伦斯·韦斯特
劳伦斯·韦斯特（英語：Lawrence West，1935年9月4日—），加拿大男子赛艇运动员。他曾代表加拿大参加1956年夏季奥林匹克运动会赛艇比赛，获得男子八人单桨有舵手银牌。